# Liste der Mitglieder des Bayerischen Landtages (Königreich, 15. Wahlperiode)
Diese Liste gibt einen Überblick über alle Mitglieder des Bayerischen Landtages in der 15. Wahlperiode des Königreichs Bayern (1881–1887). In die Wahlperiode fallen die Sitzungen des 29. Landtags vom 29. September 1881 bis zum 29. April 1882 sowie des 30. Landtages vom 5. April 1883 bis 1. Juli 1886.

## Kammer der Abgeordneten

### Präsidium
- Präsident: Karl Freiherr von Ow-Felldorf (1818–1898)
- Vizepräsident: Karl Heinrich von Kurz
- 1. Schriftführer: Maximilian Graf von Soden-Fraunhofen
- 2. Schriftführer: Heinrich Freiherr von Papius
- 3. Schriftführer: Joseph Geiger
- 4. Schriftführer: Adolf Sickenberger

### Abgeordnete

#### A
- Ludwig Ackermann (1826–nach 1891)
- Josef Aichbichler (1845–1912)
- Karl von Alwens (1820–1889)
- Friedrich Ernst Aub (1837–1900)
- Georg Auer

#### B
- Georg Bachmann
- Luitpold Baumann (1844–1919)
- Johann Nepomuk Baur (1826–1902)
- Konrad von Berg
- Wilhelm Berlenz
- Georg Biehl (1845–1895)
- Franz Birner
- Franz Bonn (1830–1894)
- Heinrich Brandenburg
- Georg Brendel
- Johann Evangelist Brückl
- Theodor Brünings (1839–1903)
- Leonhard Brunner
- Joseph Bucher (1838–1909)
- Andreas Büchl
- Eugen Ritter von Buhl (1841–1910)
- Franz Burger (1836–1920)
- Josef Franz Burkardt

#### C
- August Ritter von Clemm (1837–1910)
- Karl von Craemer

#### D
- Balthasar Ritter von Daller (1835–1911)
- August Daßler
- Andreas Friedrich Deinhard (1845–1907)
- Johann Demmler (1834–1902)
- Michael Deuringer (1828–1908)
- Hans Alban Freiherr von Dobeneck

#### E
- Franz Englberger
- Philipp Eschenbach

#### F
- Ludwig Fr. Alex von Fischer
- August Fleischmann (1826–1887)
- Friedrich Frank (1832–1904)
- Wolfgang Frankenburger
- Otto Freudenberg
- Karl Graf von und zu Freyen-Seiboltsdorf
- Albert Frickhinger
- Johann Anton Friedl
- Oskar Fritzsche

#### G
- Pius Gabler
- Friedrich Balduin Freiherr von Gangern
- Ignaz Gailhofer
- Johann Geiger (1836–1898)
- Joseph Geiger
- Johann Evangelist Gimpl
- Maximilian August Freiherr von Gise
- Friedrich Franz Grieninger (1835–1915)
- Clemens Clement Grohe
- Ludwig Philipp Groß (1825–1894)
- Wolfgang Gunzenhäuser

#### H
- Georg Haberland (1830–1910)
- Martin Habersbrunner (1819–1886)
- Jakob Häfele
- Franz Xaver Freiherr von Hafenbrädl
- Johann Georg Hafenmaier
- Johann Karl Hahn
- Josef Anton Haug
- Adam Haus (1836–1895)
- Maximilian Heiler
- Christoph Heimbucher
- Georg Herr
- Carl Herzog (1831–1897)
- Heinrich Ritter von Heßert
- Jakob Höh
- Friedrich Hörmann
- Winfried Hörmann von Hörbach (1821–1896)
- Joseph Huber

#### J
- Wilhelm Jegel (1826–1890)

#### K
- Karl Friedrich Ludwig Kaub
- Johann Evangelist Keller (1824–1910)
- Franz Joseph Keßler (1838–1904)
- Mathias Peter Kinateder (1831–1917)
- Josef Leonhard Kleitner (1851–1914)
- Simon Knoll
- Georg Wolfgang Kofler
- Julius Kopp (1823–1892)
- Johann Körber
- Friedrich Krebs
- Ferdinand Kuby
- Karl Heinrich von Kurz

#### L
- Friedrich Lampert (1829–1901)
- Ignaz Lampert
- Johann Georg Landes
- Karl Anton Lang (1815–1890)
- Johann Baptist Lorenz Lehner
- Adolf Leichtle (1841–1913)
- Johann Georg Wilhelm Leidig
- Kaspar Lembert
- Max Freiherr von Lerchenfeld-Aham (1842–1893)
- Johann Baptist Lerzer (1833–1917)
- Joseph Leuchs
- Leonhard Leyrer
- Hermann Limmer
- Karl Freiherr von Lindenfels
- Kaspar Löfflad
- Anton Lukas
- Gerhard Lukas
- Johann Lunz
- August Luthardt

#### M
- Johann Adam Mann (1821–1886)
- Theodor August Märcker
- Heinrich Ritter von Marquardsen
- Friedrich Maußer
- Max Theodor Mayer (1817–1886)
- Bernhard Mayr
- Georg Mayr
- Friedrich Wilhelm Müller
- Johann Baptist Müller (1827–1893)
- Julius Ferdinand Ritter von Müller

#### N
- Josef Ritter von Neumayer
- Emil Neuper

#### O
- Andreas Off
- Franz Paul Ostermann
- Karl Freiherr von Ow-Felldorf (1818–1898)

#### P
- Heinrich Freiherr von Papius
- Josef Pauli (1844–nach 1881)
- Jakob Penn (1839–1897)
- Joseph Konrad Pfahler (1826–1887)
- Georg Pletzeneder (1836–1883)
- Georg Ponschab (1823–1890)
- Max Graf von Preysing-Lichtenegg

#### R
- Magnus Anton Reindl (1832–1896)
- Joseph Reitberger
- Friedrich Richter
- Alois Rittler
- Johann Röckl
- Franz Xaver Rosenberger (1820–1895)
- Mathieas Rottmayr
- Isidor Rubenbauer
- Kaspar Ritter von Ruppert (1827–1895)

#### S
- Christian Sauerbrey
- Joseph Schäfler
- Georg Ernst Schätzler
- Friedrich von Schauß
- August Schels (1829–1886)
- Michael Schierer
- Ludwig Schleip
- Gustav von Schlör (1820–1883)
- Johann Schloßstein
- Matthias Schmelcher
- Jakob Schmidt
- Johann Peter Schmidt
- Karl Heinrich Schmidt (1817–1882)
- Johann Nepomuk Schmidtkonz
- Johann Schönhuber
- Franz Schürr
- Michael Seeberger
- Franz Ferdinand Seitz (1823–1898)
- Ernst Sellner (1826–1899)
- Adolf Sickenberger
- Veit Sitting
- Maximilian Graf von Soden-Fraunhofen
- Joseph Spett
- Johann Baptist Stamminger (1836–1892)
- Franz August Freiherr von Stauffenberg
- Anton Stigler
- Karl August Heinrich Stöcker-Rothenburg
- Johann Michael Strauß

#### T
- Ludwig Theison
- Michael Triller

#### U
- Johann Jakob Uebler

### V
- Ludwig Reinhard Vaillant
- Franz Joseph Völk
- Michael Vollmuth

#### W
- Johann Wagner
- Wolfgang Wagner (1834–1902)
- Johann Baptist Ritter von Walter (1831–1900)
- Alois Weigand
- Ludwig Weiss
- Adam Wilhelm Georg Wenglein
- Michael Wildegger (1826–1912)
- Joseph Wittmann
- Josef Witzlsperger (1838–1907)
- Heinrich Wolf
- Albert Wündrich

### Z
- Josef Zach
- Leonhard Zill
- Martin Zott (1841–1929)

## Kammer der Reichsräte

### Präsidium
- 1. Präsident: Georg Heinrich Arbogast Freiherr von und zu Franckenstein
- 2. Präsident: Karl Freiherr Schrenck von Notzing
- 1. Sekretär: Julius Adolph Freiherr von Niethammer (1798–1882)
- 2. Sekretär: Ludwig Heinrich Emil Graf von Lerchenfeld auf Köfering und Schönberg

### Reichsräte
| Inhaltsverzeichnis A B C D E F G H K L M N O P Q R S T W |

#### A
- Maximilian Karl Graf von Arco-Valley
- Peter Carl Freiherr von Aretin auf Haidenburg

#### B
- Alphons Maria Prinz von Bayern
- Arnulf Prinz von Bayern (1852–1907)
- Karl Theodor Herzog in Bayern (1839–1909)
- Leopold Maximilian Prinz von Bayern
- Ludwig Ferdinand Prinz von Bayern (1859–1949)
- Ludwig Prinz von Bayern (1845–1921)
- Ludwig Wilhelm Herzog in Bayern
- Maximilian Herzog in Bayern (1808–1888)
- Maximilian Emanuel Herzog in Bayern
- Otto von Bayern
- Ferdinand Louis Ritter von Böcking
- Eduard Peter Apollonius Ritter von Bomhard
- Otto Camillus Hugo Gabriel Graf von Bray-Steinburg

#### C
- Friedrich Carl Fürst zu Castell-Castell (1864–1923)
- Wolfgang August Graf zu Castell-Rüdenhausen
- Theodor Freiherr von Cramer-Klett (1817–1884)

#### D
- Joseph Graf von Deym zu Arnstorf Freiherr von Strzitiz
- Pankratius von Dinkel (1811–1894)
- Johann Joseph Ignaz Ritter von Döllinger (1799–1890)
- Karl Max Graf von Drechsel-Deuffstetten

#### E
- Eberhard Franz Graf zu Erbach-Erbach und von Wartenberg-Roth

#### F
- Georg Heinrich Arbogast Freiherr von und zu Franckenstein
- Theodor Ritter von Fries
- Carl Ludwig Fürst Fugger von Babenhausen
- Franz Raimund Graf von Fugger zu Kirchberg und Weißenhorn

#### G
- Hermann Wilhelm Freiherr von Gaisberg zu Neudegg
- Karl Gottfried Graf von und zu Giech
- Hans Georg Freiherr von Gumppenberg-Pöttmes-Oberprennberg
- Hermann Freiherr von Guttenberg

#### H
- Ferdinand Ritter von Haubenschmied
- Chlodwig Fürst zu Hohenlohe-Waldenburg-Schillingsfürst
- Maximilian Karl Graf von Holnstein aus Bayern

#### K
- Gustav Ritter von Kraemer

#### L
- Ernst Leopold Fürst von Leiningen
- Ludwig Heinrich Emil Graf von Lerchenfeld auf Köfering und Schönberg
- Eugen Freiherr von Lotzbeck auf Weyhern
- Wilhelm Paul Fürst zu Löwenstein-Wertheim-Freudenberg
- Karl Heinrich Fürst zu Löwenstein-Wertheim-Rosenberg (1834–1921)

#### M
- Hugo Ritter und Edler von Maffei (1836–1921)
- Carl Joseph Maria Graf von Maldeghem
- Johann Matthias Ritter von Meyer
- Joseph Maximilian Graf von Montgelas
- Carl Heinrich Graf von der Mühle-Eckart auf Leonberg

#### N
- Wilhelm Gottlieb Ritter von Neuffer
- Ludwig Ritter von Neumayer
- Ludwig Felix Freiherr von Niethammer

#### O
- Otto Karl Fürst von Oettingen-Oettingen und Oettingen-Spielberg
- Karl Friedrich Krafft Ernst Fürst von Oettingen-Oettingen und Oettingen-Wallerstein
- Friedrich Karl Graf zu Ortenburg-Tambach

#### P
- Ludwig Ferdinand Graf von Pappenheim
- Adolph Ritter von Pfretzschner
- Julius Johann Freiherr von Ponickau auf Osterberg
- Georg Benedikt Ritter von Poschinger auf Frauenau
- Sigmund Freiherr von Pranckh (1821–1888)
- Conrad Graf von Preysing-Lichtenegg-Moos

#### Q
- Otto Friedrich Graf von Quadt zu Wykradt und Isny (1817–1899)

#### R
- Albert Ulrich Graf von Rechberg und Rothenlöwen (1803–1885)
- Friedrich Ludwig Graf von Rechteren und Limpurg (1811–1909)

#### S
- Karl Theodor Graf von und zu Sandizell (1865–1939)
- Arthur Franz Graf von Schönborn-Wiesentheid
- Friedrich Ritter von Schreiber
- Karl Freiherr Schrenck von Notzing
- Maximilian Joseph Sixtus Graf von Seinsheim-Grünbach
- Clemens Friedrich Graf Schenk von Stauffenberg
- Anton Ritter von Steichele

#### T
- Clemens Maria Graf von Toerring-Jettenbach Freiherr von Seefeld (1826–1891)

#### W
- Hugo Philipp Graf von Waldbott-Bassenheim
- Wilhelm Franz Fürst von Waldburg zu Zeil und Trauchburg
- Karl Friedrich Fürst von Wrede
- Karl Philipp Veit Freiherr von Würtzburg